# Matthias Herbert
Matthias Herbert (* 1960 in Darmstadt) ist ein deutscher Schriftsteller, Publizist und Drehbuchautor.

## Leben und Werk
Matthias Herbert trat 1979 nach dem Abitur in den Polizeidienst des Landes Hessen ein, entschied sich 1982 aber gegen eine Fortführung dieser Karriere. 1983 begann er ein Studium der Germanistik, Publizistik und des Buchwesens an der Johannes Gutenberg Universität in Mainz. Nach ersten kommerziellen Erfolgen als Autor und regelmäßigen Publikationen ist er seit 1988 als freier Schriftsteller tätig. Außerdem begleitet er mit seinem lokalen Blog Dom-Zoo-Limburg das politische, kulturelle und gesellschaftliche Geschehen in Limburg an der Lahn, wo er seit 2001 lebt.
Zum Schreiben kam Herbert 1980, erste Anerkennung seines Schaffens fand er 1984 als Preisträger des 1. Jungen Hessischen Literaturforums. Nach einigen Veröffentlichungen im Zeitschriftenbereich verfasste er Kurzkrimis für die Yellow-Press. Außerdem ist er seit 1989 als Drehbuchautor für Film und Fernsehen tätig, seit seinem ersten Drehbuch für Ein Fall für zwei hat er rund 350 weitere Drehbücher verfasst; in den letzten zehn Jahren primär für Soko Wismar.
Seit 2010 schreibt er belletristisch primär im Bereich Fantasy. So schuf er „Memiana“, eine Welt ohne Pflanzen und ohne Nacht, in der seine auf 14 Bände angelegte Reihe spielt. Mit Scheiße bauen veröffentlichte er zudem einen Thriller.
Er ist Mitglied im Phantastik-Autoren-Netzwerk PAN, im Verband Deutscher Drehbuchautoren und dem Verein für deutschsprachige Kriminalliteratur Das Syndikat.

## Werke
Romane
- Und es fängt wieder an zu schneien. Kranichsteiner Literatur-Verlag, 1999, vergriffen.
- Memiana – Das Licht des Todes. Selfpublishing, 2014, ISBN 979-8-6764-9574-9.
- Memiana – Die verborgene Stadt. Selfpublishing, 2014, ISBN 979-8-6802-2793-0.
- Memiana – Die Spur der Herde. Selfpublishing, 2014, ISBN 979-8-6820-5992-8.
- Memiana – Der geheime Pfad. Selfpublishing, 2015, ISBN 979-8-6849-0783-8.
- Memiana – Der Verbannte. Selfpublishing, 2015, ISBN 979-8-6852-2031-8.
- Memiana – Hetzjagd. Selfpublishing, 2015, ISBN 979-8-6872-3574-7.
- Scheiße bauen. Mord & Totschlag Thriller, 2015
- Memiana – Abseits des Pfades. Selfpublishing, 2016, ISBN 979-8-6887-1672-6.
- Memiana – Hartwasser. Selfpublishing, 2016, ISBN 979-8-6921-7628-8.
- Memiana – Verbotene Waffen. Selfpublishing, 2018, ISBN 979-8-6943-6755-4.
- Memiana – Der berstende Berg. Selfpublishing, 2019, ISBN 979-8-6972-0823-6.
- Memiana – Mauern der Macht. Selfpublishing, 2020, ISBN 979-8-6986-4647-1.
- Memiana – Todesrausch. Selfpublishing, 2020, ISBN 979-8-5626-0784-3.

Sachbuch
- Mit Fantasie zum Millionär. Backend-Verlag, 2003, vergriffen.

## Filmografie (Auswahl)
- 1989–1991: Eurocops (Fernsehserie, 2 Folgen)
- 1990–2011: Ein Fall für zwei (Fernsehserie, 5 Folgen)
- 1991: Schwarz greift ein (Fernsehserie, 13 Folgen)
- 1992–1994: Auf eigene Gefahr (Fernsehserie, 9 Folgen)
- 1993: Zwei wie Paul und Caroline
- 1994: Rosa Roth – In Liebe und Tod
- 1994: Tod in Miami
- 1996–2004: Doppelter Einsatz (Fernsehserie, 33 Folgen)
- 1997–1998: Der Clown (Fernsehserie 13 Folgen)
- 1997–1999: Alarm für Cobra 11 – Die Autobahnpolizei (Fernsehserie, 33 Folgen)
- 1998–2006: Die Rettungsflieger (Fernsehserie, 30 Folgen)
- 2000: Rosa Roth – Tod eines Bullen
- 2001: Drehkreuz Airport (Fernsehseriem 12 Folgen)
- 2003: Alarm für Cobra 11 – Einsatz für Team 2 (Fernsehserie)
- 2003: Das Traumschiff: Südsee
- 2003: Hilfe, ich bin Millionär
- 2004–2007: Die Rettungsflieger (Fernsehserie, 13 Folgen)
- 2004–2008: Im Namen des Gesetzes (Fernsehserie, 6 Folgen)
- 2006: Die Gerichtsmedizinerin (Fernsehserie, 3 Folgen)
- 2006–2007: SOKO Rhein-Main (Fernsehserie, 6 Folgen)
- 2007: Da kommt Kalle (Fernsehserie)
- 2007–2008: GSG 9 – Ihr Einsatz ist ihr Leben (Fernsehserie, 2 Folgen)
- 2008–2010: Deadline – Jede Sekunde zählt (Fernsehserie, 2 Folgen)
- ab 2010: SOKO Wismar (Fernsehserie, 60 Folgen)
- 2011: Polizeiruf 110: Ein todsicherer Plan
- 2012: Morden im Norden (Fernsehserie, 1 Folge)
- 2012: Polizeiruf 110: Bullenklatschen
- 2013: Heiter bis tödlich: Zwischen den Zeilen (Fernsehserie, 2 Folgen)

## Preise und Nominierungen
1999 Doppelter Einsatz: Nominierung als Beste Fernsehserie für den Deutschen Fernsehpreis.